# チベット語
チベット語（チベットご）は、ユーラシア大陸の中央、およそ東経77-105度・北緯27-40度付近で使用されているシナ・チベット語族（漢-蔵系）のチベット・ビルマ語派チベット諸語に属する言語。
形態論において孤立語に分類されるが膠着語的な性質ももつ。方言による差はあるが、2種ないし4種の声調をもつが、声調が存在しない方言もある。なお古チベット語には声調は存在しなかったとされる。チベット高原における約600万人、国外に移住した約15万人のチベット人が母語として使用している。
ラサ方言を含む中央チベット方言、カム・チベット方言、アムド・チベット方言は通常は同一の言語の方言とみなされ、この3方言を総称してチベット語といわれる。特にラサ方言は標準チベット語と呼ばれる。本記事は標準チベット語を中心に記述するが、他方言についても言及する。
チベット語に含まれない周辺のチベット系言語についてはチベット諸語を参照。

## 文字
チベット語に用いられるチベット文字は、表音文字であり、起源はブラーフミー文字である。ラテン文字に転写するにはいくつかの方法があり、統一されていない。
チベット文字はUnicodeにも収録されており、Windows XPやMac OS X上で使用可能である。
30の基字がある。各基字の発音として、ラサ方言の発音を併記する。
| 第1列 | 第1列     | 第2列 | 第2列       | 第3列 | 第3列       | 第4列 | 第4列    |
| ----- | --------- | ----- | ----------- | ----- | ----------- | ----- | -------- |
| ཀ     | ˉka /k/   | ཁ     | ˉkha /kʰ/   | ག     | ˊkha /kʰ/   | ང     | ˊnga /ŋ/ |
| ཅ     | ˉca /t͡ɕ/  | ཆ     | ˉcha /t͡ɕʰ/  | ཇ     | ˊcha /t͡ɕʰ/  | ཉ     | ˊnya /ɲ/ |
| ཏ     | ˉta /t/   | ཐ     | ˉtha /tʰ/   | ད     | ˊtha /tʰ/   | ན     | ˊna /n/  |
| པ     | ˉpa /p/   | ཕ     | ˉpha /pʰ/   | བ     | ˊpha /pʰ/   | མ     | ˊma /m/  |
| ཙ     | ˉtsa /t͡s/ | ཚ     | ˉtsha /t͡sʰ/ | ཛ     | ˊtsha /t͡sʰ/ | ཝ     | ˊwa /w/  |
| ཞ     | ˊsha /ɕ/  | ཟ     | ˊsa /s/     | འ     | ˊa /-/      | ཡ     | ˊya /j/  |
| ར     | ˊra /ɹ/   | ལ     | ˊla /l/     | ཤ     | ˉsha /ɕ/    | ས     | ˉsa /s/  |
| ཧ     | ˉha /h/   | ཨ     | ˉa /-/      |       |             |       |          |

## 音韻論
この節では、標準チベット語の基礎となったラサ・チベット語の音韻体系について概説する。

### 音節構造
バルティ語やラダック語、 及びアムド・チベット語の一部変種などの音韻的に「古風な (archaic)」チベット系諸言語とは異なり、ラサ・チベット語の音節は比較的単純な構造をしており、語頭の子音連結が見られない。初頭子音をCi、母音をV、末子音をCfとすると、ラサ・チベット語の音節構造は次のように模式化できる。
(Ci) V (ː) (Cf)
丸括弧で囲まれているのは随意的な要素である。すなわち、この言語には子音音素を持たない音節も認められる。母音には長短の区別がある。最小の音節は短母音のみから成る。
དབུ (dbu) /ú/「頭 (敬語)」
このほか、2種類ないし4種類の声調が意味の弁別に用いられる。

### 音素目録
Tournadre and Dorje (2003) は、28の子音と8つの母音を音素として認めている。
|        | 両唇音 | 両唇音 | 歯茎音 | 歯茎音 | そり舌音 | (歯茎) 硬口蓋音 | (歯茎) 硬口蓋音 | 軟口蓋音 | 軟口蓋音 | 声門音 |
| ------ | ------ | ------ | ------ | ------ | -------- | --------------- | --------------- | -------- | -------- | ------ |
| 鼻音   | m      | m      | n      | n      |          | ɲ               | ɲ               | ŋ        | ŋ        |        |
| 破裂音 | pʰ     | p      | tʰ     | t      | ʈʰ ʈ     | cʰ              | c               | kʰ       | k        | ʔ      |
| 破擦音 |        |        | tsʰ    | ts     | ʈʰ ʈ     | tɕʰ             | tɕ              |          |          |        |
| 摩擦音 |        |        | s      | s      | ʂ        | ɕ               | ɕ               |          |          | h      |
| 接近音 | w      | w      | ɹ      | ɹ      |          | j               | j               |          |          |        |
| 側面音 |        |        | l̥      | l      |          |                 |                 |          |          |        |

|                 | 前舌母音 | 後舌母音 |
| --------------- | -------- | -------- |
| 狭母音 (高母音) | i y      | u        |
| 半狭母音        | e ø      | o        |
| 半広母音        | ɛ        |          |
| 広母音          | a        | a        |

### 音素配列
28の子音のうち、音節末に現れるのは/p, k, ʔ, r, m, n, ŋ/である。格調高い発話では、/l/も音節末に現れる。なお、音節末の/l/は、通常の発話では発音されず、その代償として直前の母音が長音化する 。
過去時制を表すསོང (song)、及び引用標識のཟེར (zer) と 副詞形成辞のསེは、音節末子音[s]として実現される。
- བསླེབས་སོང (bslebs.song) [léːsʊ̃]  ~ [léːsʊ] ~ [léːs] 「着いた」
- ང་ཡོང་གི་ཡིན་ཟེར་ (nga yong.gi.yin.zer) [ŋà jʊ̀ŋgyjĩːs] 「『私は行く』って」

8 つの母音には、それぞれ対応する長母音と鼻母音が認められる。二音節名詞の内部では、高段性に応じた母音調和が生じる。
現代ラサ・チベット語では語頭の子音連結が見られない。しかし、語中においては嘗ての子音連結が、隣接する音節の末子音と頭子音が結合したものとして残っている場合もある。一部の語では、通常は黙字となるチベット文字の前置字བ (b), ག (g), ད (g) が、それぞれ/p/, /k/, /r/として読まれる。བྱ (bya) が語中で[bdʑ]と発音されることもある。同様に、語中の前置字མ (m), ལ (l), འ ('a) は鼻音として読まれる。以下はそのような「化石化した子音連結」の例である。
- ཆུ་བྱ (chu bya) [tɕʰʊ́bdʑə́] 「水鳥」
- བཅུ་གཅིག (bcu gcig) [tɕúgdʑíʔ]「十一」
- བཅུ་དགུ (bcu dgu) [tɕúɾgú]「十九」
- ཇ་མཆོད (ja mchod) [dʑàmdʑǿʔ]「茶会」
- ད་ལྟ (da lta) [tʰàndə́]「今」

### 子音
/c/、/cʰ/は硬口蓋音破裂音[c]、[cʰ]、ないし口蓋化した軟口蓋音[kʲ]、[kʲʰ]として実現される。
そり舌音/ʈ/、/ʈʰ/は、破裂音[ʈ]、[ʈʰ]ないし破擦音[ʈʂ]、[ʈʂʰ]に対応する。

#### 有気性の消失と有声化
破裂音と破擦音における有気音と無気音の対立は、語頭のみで見られる。さらに話者によっては、この対立が高声調語の語頭に限定されている。
阻害音 (破裂音・破擦音・摩擦音) は音韻上、無声音と有声音の区別を持たない。しかしながら、特定の環境においては、有声の破裂音・破擦音も異音として現れる。例えば、無声無気音/p, t, ʈ, c, k, ts, tɕ/は、低声調語の語頭に立つと（半）有声化する。
- བཀའ (bka’) /ká/ [ká]「命令」
- སྒ (sga) /kà/ [g̊à]「鞍」

無声破裂音・破擦音の有声化は、語中音節の初頭でも生じうる（-p, -k, -ʔに後続する場合を除く）。この音交替は無声有気音にも適用される。
- ཁང་བ་ (khang.pa) /kʰáŋ.pá/ [kʰáŋ.bə́]「家」
- ལྷ་ཁང་ (lha.khang) /l̥á.kʰáŋ/ [l̥á.gã]「寺」

#### 共鳴音
/r/は[r]ないし[ɹ]として実現される。/l/と同様、音節末では消失する場合がある。その際は先行する母音が長音化する。一部の借用語では、語末の/r/が[r̥]と発音されることもある (例：པིར་ (pir) [pɪ́r̥]「筆」)。
共鳴音のうち、/l/は語頭において無声音の/l̥/と対立する。話者によっては/m/、/ɲ/、/ŋ/、/r/に対応する無声音も見られる。
/ʂ/を持つ語は少なく、高声調語の語頭のみに現れる。
/n/、/ŋ/は語末で消失することがある。その場合、先行する母音が鼻母音となる。

### 母音
ラサ・チベット語の母音は、少なくとも/a, e, o, i, u, ɛ, ø, y/の8つの音素が認められる。8つ以上の音素を認める説もある。
- [ə]は、/a/の異音として現れることがある。末子音/p/[13][38]、及び/m/[39]の直前では、/a/が[ə]と発音される。[ə]の出現には、母音調和や強勢も関与している (強勢の無い/a/は[ə]になる場合がある)[12][38]。

- これに加えて、[ɪ]、[ʊ]をそれぞれ/e/, /o/の異音として認める文献[18]もある。

- [ɔ]は、閉音節（末子音を持つ音節）で/o/の異音として現れる[12][40]。

- しばしばウムラウトを用いてä, ö, üと表記される/ɛ, ø, y/は、チベット文字による正書法上、 後置字ད (-d)、ན (-n)、ལ (-l)、ས (-s) を伴う音節に出現する[12]。[ɛ] は閉音節において/e/の異音として現れることもある[40]。

#### 母音調和
ラサ・チベット語の母音は、母音調和の観点から「高段母音 (high)」と「非高段母音 (non-high)」に分類できる。
| 高段   | i | ɪ | ə | y | u | ʊ |
| 非高段 | e | ɛ | a | ø | o | ɔ |

一定の形態論的単位において、非高段母音は対応する高段母音へと変化する。高段母音を含む単音節形式と、非高段母音を含む単音節形式が組み合わさって、二音節語が形成される場合がそうである。以下の語形成プロセスにおける[ø]と[y]の交替は、こうした母音調和の規則から説明することができる。
- བོད (bod) [pʰø̀ː] 「チベット」+ སྐད (skad) [kɛ́ː]「言語」

　→ བོད་སྐད (bod.skad) [pʰø̀ːɡɛ́ː]「チベット語」
- བོད (bod) [pʰø̀ː] + གཞུང (gzhung) [ɕʊ̃̀]「政府」

　→ བོད་གཞུང (bod.gzhung) [pʰỳːɕʊ̃́]「チベット政府」
- དབྱིན (dbyin) [jɪ̃́]「英」 + བོད (bod) [pʰø̀ː]

　→ དབྱིན་བོད (dbyin.bod) [jɪ́mbýː]「英国とチベット」
ところが、これとは逆に高段母音が非高段母音に変化する場合もある。高段化と非高段化のどちらが生じるかは音韻論的条件からは予測できない。
- བུ (bu) [pʰù]「息子」 + མོ (mo) [mò]

　→ བུ་མོ (bu.mo) [pʰòmó]「娘」
動詞に時制・アスペクト・モダリティ・証拠性の標識が接続した際にも、母音調和が発生しうる。この場合は一貫して高段化のみが見られる。
- འགྲོ ('gro) [ɖò]「行く」

　→ འགྲོ་གི་ཡིན ('gro.gi.yin) [ɖùgijĩː]]「行く (未来:自称)」

### 声調
ラサ・チベット語の声調は、2種類（高声調・低声調）のみを認める二声調説のほか、ピッチの下降に弁別性を認める四声調説（高平調・低昇調 + 高降調・低降調）が主流な見解となっている。二声調説において、ピッチの下降は音節末子音[k, ʔ]の異音として分析される。

#### 音韻語と文法語
ラサ・チベット語の音韻語 (phonological word) は、連続変調が生じる音韻論上の単位であり、1音節または2 音節から成る。チベット語においては、形態論的プロセスの適用される単位・文の構成素となる単位としての「語」(＝文法語 grammatical word) も、1音節ないし2音節で構成されるものが多い。このため、音韻語と文法語の境界は、多くの場合一致している。一方、3音節以上の語 (=文法語)に関しては、複数の音韻語がその中に含まれている。

#### 連続声調
高声調と低声調が対立するのは、音韻語の第一音節のみである。語形成の際、第二音節に来る語 (または接辞) が低声調の場合は、高声調へと連続声調する。音韻語内の連続声調のパターンは以下のようにまとめられる。
- 高声調 + 高声調 → 高声調 + 高声調 (変化なし)
- 低声調 + 高声調 → 低声調 + 高声調 (変化なし)
- 高声調 + 低声調 → 高声調 + 高声調
- 低声調 + 低声調 → 高声調 + 高声調

四声調説では、高平調から高降調、低昇調から低降調がさらに区別される。もっとも、下降調 (高降調・低降調)  が現れるのは、音韻語の最終音節のみである。二音節語の第一音節において、高降調・低降調はそれぞれ高平調・低昇調として実現される。
- 高降調 + 高平調 → 高平調 + 高平調
- 高平調 + 高降調 → 高平調 + 高降調 (変化なし)

## 文法
チベット語は能格言語であり、絶対格と能格の区別がある。文語では名詞にこれを含めて9つの格があり、これらは絶対格（無標）を除き、接語で示される。これらは日本語の助詞と同じく、名詞句のあとにまとめてつける。複数は必要な場合にのみ接尾辞で示される。
文語の動詞には、形態的に最高で4つの基本形式（活用）があり、それぞれ現在形・過去形・未来形・命令形と呼ばれる。活用は母音交替や接頭辞・接尾辞によるが、あまり規則的ではない。ただしこのような活用ができる動詞は限られており、口語では助動詞を用いてアスペクトや証拠性、エゴフォリシティなどを標示する。動詞の大多数は2種に分けられ、1つは動作主（助辞 kyis などで示される）の関与を表現し、もう1つは動作主の関与しない動作を表現する（それぞれ意志動詞と非意志動詞と呼ばれることが多い）。非意志的動詞のほとんどには命令形がない。動詞を否定する接頭的小辞には、mi と ma の2つがある。mi は現在形と未来形に、ma は過去形（文語体では命令形にも）に用いられる。現代語では禁止にはma＋現在形が使われる。有無は存在動詞の「ある」yod と「ない」med で表す。
また、チベット語においては、日本語と同様に敬語組織が発達している。基本的動詞には別の敬語形があり、その他は一般的な敬語形と組み合わせて表現する。

## 方言
一般に、チベット語はラサ方言を含むウーツァン方言、カム方言、アムド方言の3「方言」に区分される。また、ゾンカ語、シッキム語、シェルパ語、ラダック語等も、「ラサ方言を中心とする中央方言に対する他の方言の他律的 (heteronomous) な関係」「チベット文語を通しての統一性」を根拠に、チベット語の「方言」と見做されることがある。チベット文化圏において「方言」(ཡུལ་སྐད yul skad)は「標準語」(ཕལ་སྐད phal skad) と対立する概念であるが、これは仏教経典などで伝統的に使われる文語ないし「宗教語」(ཆོས་སྐད chos skad) とも異なる概念である。しかしながら、これらの「方言」間には必ずしも相互理解可能性が見られない点、ゾンカ語、シッキム語、シェルパ語、ラダック語等の話者はチベット人とは異なる民族的アイデンティティを持っている点に留意する必要がある。ニコラ・トゥルナドルの提唱するチベット諸語 (Tibetic languages) は、古チベット語から派生した言語として、一連のチベット語の諸「方言」を包括したものである。
ウーツァン方言では他の方言が破擦音化する場合を除きそれぞれの形で残している先行子音が発音されなくなり声調へ影響を与えるだけに留まっている。声調の数も各方言で異なっており、アムド方言のように全く声調が存在しないものもある。
アムド方言では先行子音が /h/ と /ɣ/ へ収束し、子音 py が残存する。このような保守的な側面の一方、母音では /i/ と /u/ が合一して /ə/ となるなど独自の変化を遂げている。

## 転写方式
チベット語の文字は7世紀に表音文字として制定されたが、その後、綴字と発音の乖離が著しく進んだため、チベット語を他言語の文字によって表記する方式としては、発音を写し取る転写と、綴り字を写し取る翻字とで、全く別個の体系を用意する必要がある。
転写体系
- 日本においてチベット学の専門家が公表・提示した転写方式
  - 「チベット語のカタカナ表記について」（今枝試案）
  - 「地名・人名データベース (チベット語)」（星式転写方式）
- 中華人民共和国における蔵文ピン音

翻字体系
1. ワイリー拡張方式
2. ダス式